# ملعب كارلوس بلمونت
ملعب كارلوس بلمونت هو ملعب متعدد الاستخدام يقع في مدينة البسيط الإسبانية . غالبا ما يتم استخدامه لمباريات كرة القدم . يسع الملعب لجلوس 17 ألف متفرج . يعتبر الملعب الرسمي الذي يخوض فيه نادي ألباسيتي بالومبي مبارياته . تم افتتاح الملعب في سنة 1960 .